# Akhisar
|  | Per a altres significats, vegeu «Ak Hisar (desambiguació)». |

Akhisar (antigament, Tiatira) és un districte i la ciutat capital d'aquest a la província de Manisa a Turquia. Abans del 1921 era part del wilayat d'Aydın i després va passar al de Manisa. Es troba en una plana propera a la riba esquerra del riu Gördük subafluent del Gediz, a 115 metres d'altura.

## Història
Ocupada des del 3000 aC, fou un centre comercial important en temps dels hitites. Sembla que va seguir existint sota lidis i perses. Els macedonis la van conquerir i l'anomenen Tiatira. Va passar a Antígon el Borni, l'Imperi Selèucida, el regne de Pèrgam, Mitridates VI Eupator del Pont i a Roma el 80 aC (Tiatira). El 214 Caracal·la la va erigir en capital d'un convent jurídic. És esmentada dues vegades al Nou Testament. Va passar el 395 a l'Imperi Romà Oriental després Imperi Romà d'Orient. Al segle vii va patir alguns atacs dels àrabs que arribaven molt lluny en incursions de saqueig. Els turcmans van arribar a Anatòlia després de la batalla de Mantziciert el 1071 i el 1307 va quedar en mans dels Saruhan. Va agafar el seu nom per la fortalesa romana d'Orient (Ak = blanc; Hisar = Castell; per tant Castell Blanc).
Va passar als otomans el 1382 i perduda després de l'atac de Tamerlà (estiu del 1402). Fou reconquerida al rebel Djunayd per Khalil Yakhshi Beg el 1425 o 1426.

## Llocs d'interès
- Tomba de l'Hospital de l'estat (ruïnes hel·lenístiques)
- Tepemezari (edifici romà)
- Monedes d'Akhisar (a la ciutat fou el primer lloc on es va utilitzar la moneda)
- Plateia Petra (roca amb ruïnes de l'edat mitjana)
- Tombes lídies
- Ulucami (la gran mesquita) del segle xv
- Mesquita Aynali (restaurada el 1958)
- Biblioteca Zeynelzade
- Mesquita Hashoca
- Cementiri Jueu
- Sinagoga jueva
- Escola jueva Kayalıoğlu